# Match.com
Match.com é um sítio de relacionamento com mais de 20 milhões de membros  e servindo mais de 37 países em mais de 12 diferentes linguagens. Possui a sede em Dallas, Texas e também filiais em London, Paris, Tokyo, Beijing, Munique, Stockholm, Madrid.